# Beau Bennett
Beauregard Bennett, dit Beau Bennett, (né le 27 novembre 1991 à Gardena, dans l'État de la Californie aux États-Unis) est un joueur professionnel américain de hockey sur glace.

## Carrière de joueur
Il se joint en 2009-2010 aux Vees de Penticton en Colombie-Britannique. Il est placé sur le premier trio et récolte un impressionnant total de 120 points, terminant la saison en tête des pointeurs à égalité avec Mark Zengerle. Il est nommé recrue de l'année dans la Ligue de hockey de la Colombie-Britannique.
Cette excellente saison lui permet d'être sélectionné au 20e rangs lors du repêchage de la Ligue nationale de hockey en 2010 par les Penguins de Pittsburgh. Il devient alors le californien sélectionné au plus haut rang de l'histoire. Pour la saison 2010-11, il s'est engagé à rejoindre les Pioneers de Denver dans la WCHA.
Le 16 juillet 2015, il signe un contrat avec les Penguins de Pittsburgh pour une saison et un salaire de 800 000$.
Le 25 juin 2016, Bennett est échangé aux Devils du New Jersey en retour d'un choix de 3e ronde (2016).

## Statistiques
| Saison     | Équipe                            | Ligue      |     | Saison régulière | Saison régulière | Saison régulière | Saison régulière | Saison régulière |   | Séries éliminatoires | Séries éliminatoires | Séries éliminatoires | Séries éliminatoires | Séries éliminatoires |
| Saison     | Équipe                            | Ligue      | PJ  | B                | A                | Pts              | Pun              | PJ               | B | A                    | Pts                  | Pun                  |                      |                      |
| 2009-2010  | Vees de Penticton                 | LHCB       | 56  | 41               | 79               | 120              | 20               | 15               | 5 | 9                    | 14                   | 6                    |                      |                      |
| 2010-2011  | Pioneers de Denver                | NCAA       | 37  | 9                | 16               | 25               | 18               | -                | - | -                    | -                    | -                    |                      |                      |
| 2011-2012  | Pioneers de Denver                | NCAA       | 10  | 4                | 9                | 13               | 25               | -                | - | -                    | -                    | -                    |                      |                      |
| 2012-2013  | Penguins de Wilkes-Barre/Scranton | LAH        | 39  | 7                | 21               | 28               | 18               | -                | - | -                    | -                    | -                    |                      |                      |
| 2012-2013  | Penguins de Pittsburgh            | LNH        | 26  | 3                | 11               | 14               | 6                | 6                | 1 | 0                    | 1                    | 0                    |                      |                      |
| 2013-2014  | Penguins de Pittsburgh            | LNH        | 21  | 3                | 4                | 7                | 0                | 12               | 1 | 4                    | 5                    | 8                    |                      |                      |
| 2013-2014  | Penguins de Wilkes-Barre/Scranton | LAH        | 3   | 0                | 1                | 1                | 0                | -                | - | -                    | -                    | -                    |                      |                      |
| 2014-2015  | Penguins de Pittsburgh            | LNH        | 49  | 4                | 8                | 12               | 16               | 2                | 0 | 0                    | 0                    | 0                    |                      |                      |
| 2014-2015  | Penguins de Wilkes-Barre/Scranton | LAH        | 2   | 0                | 5                | 5                | 0                | -                | - | -                    | -                    | -                    |                      |                      |
| 2015-2016  | Penguins de Pittsburgh            | LNH        | 33  | 6                | 6                | 12               | 10               | 1                | 0 | 0                    | 0                    | 0                    |                      |                      |
| 2016-2017  | Devils du New Jersey              | LNH        | 65  | 8                | 11               | 19               | 20               | -                | - | -                    | -                    | -                    |                      |                      |
| 2017-2018  | Wolves de Chicago                 | LAH        | 60  | 12               | 45               | 57               | 30               | 1                | 0 | 0                    | 0                    | 2                    |                      |                      |
| 2017-2018  | Blues de Saint-Louis              | LNH        | 6   | 0                | 0                | 0                | 0                | -                | - | -                    | -                    | -                    |                      |                      |
| 2018-2019  | HK Dinamo Minsk                   | KHL        | 5   | 0                | 1                | 1                | 2                | -                | - | -                    | -                    | -                    |                      |                      |
| 2019-2020  | Roadrunners de Tucson             | LAH        | 55  | 12               | 28               | 40               | 18               | -                | - | -                    | -                    | -                    |                      |                      |
| Totaux LNH | Totaux LNH                        | Totaux LNH | 200 | 24               | 40               | 64               | 52               | 21               | 2 | 4                    | 6                    | 8                    |                      |                      |

## Trophées et honneurs personnels
- 2009-2010 : nommé recrue de l'année de la Ligue de hockey de la Colombie-Britannique